# حالة حب (فلم)
حالة حب فيلم مصري من إنتاج 2004، بطولة هاني سلامة وهند صبري وتامر حسني وزينة و محمد مرشد . وتاريخ عرضه يوافق عشية عيد الفطر في مصر 1425 هـ. وهو أول فيلم روائي يخرجه المخرج سعد هنداوي.

## قصة الفيلم
يطرح قضية حلم الشباب في السفر والهجرة إلى الخارج، وهل هذا الحلم هو الحل الأمثل في هذا الظرف التاريخي ؟ ... وذلك من خلال أسرة صغيرة تتفكك بسفر الأب إلى أوروبا كي يتحقق في مجال الفن التشكيلي ... وبعد سنوات من التفكك يقرر الابن الأكبر والذي يرافق الأب في رحلته منذ أن كان طفلا العودة إلى مصر للبحث عن والدته وأخيه .. ثم نرى الأخ الأصغر الذي يحلم بتقديم موسيقى مصرية جديدة مختلفة ... ونرى صديقه الذي يوقعه حلم الهجرة في كارثة .. ويجد الأخ الأكبر نفسه وسط خضم كل تلك المشكلات التي لا تقل في أثرها عن صداماته مع أخيه نتيجة اختلاف الثقافات.

## بطولة
- هاني سلامة - سيف
- هند صبري - حبيبة
- تامر حسني - يوسف
- زينة - ريم
- شريف رمزي - أدهم
- دنيا عبد العزيز - ليندا
- مها أبو عوف - مريم
- عمرو ممدوح - عمرو
- سامي العدل -منجى
- محمد مرشد - نور

## روابط خارجية
- حالة حب على موقع الدهليز
- حالة حب على موقع قاعدة بيانات الأفلام العربية